# 7 Billion Humans
7 Billion Humans es un videojuego de puzles   desarrollado por el estudio estadounidense Tomorrow Corporation, lanzado el 23 de agosto de 2018 para Microsoft Windows, macOS, Linux y para Nintendo Switch el 25 de octubre de 2018. Diseñado como una secuela de Human Resource Machine los jugadores resuelven puzles moviendo múltiples cubos de datos con trabajadores humanos, utilizando un lenguaje de programación en el juego. 

## Jugabilidad
De forma similar a Human Resource Machine, a los jugadores se les da la tarea de resolver más de 60 acertijos de programación que generalmente implican usar trabajadores humanos para mover cubos de datos numéricos. Por ejemplo, una tarea podría ser pedirle al jugador que programe a los humanos para que ordenen los números de los cubos en orden. El lenguaje de programación es similar al lenguaje ensamblador, lo que permite bucles simples, lógica, almacenamiento en memoria y cálculos. 
El mismo programa se usa para controlar a todos los humanos simultáneamente pero permite que cada humano siga su lógica individual a través del proyecto en función a su estado actual. Por ejemplo, se moverán hacia la izquierda o hacia la derecha según sea el resultado de comparar el valor del cubo de datos que tienen. Los humanos ejecutarán el programa hasta que se cumpla la solución del programa o todos los humanos lleguen al final del programa y no se cumpla la solución del problema, en cuyo caso el jugador debe rehacer el programa. Con fines de depuración, el jugador puede correr el programa paso a paso y seleccionar cualquier humano individual para ver su progreso a través de dichos pasos . 
Una vez que un jugador logra una solución para un problema dado, el juego simulará 25 casos adicionales en los que los factores aleatorios (como los valores de los cubos de datos) cambian, lo que podría hacer que un programa falle y requerir que el jugador cambie su programa para considerar el nuevo escenario.. De lo contrario, el jugador obtiene puntos en función al número de pasos del programa y el número de segundos (ciclos) que tarda el programa en completarse, medido contra las calificaciones promedio determinadas por Tomorrow Corporation. La mayoría de los niveles ofrecen dos desafíos opcionales: resolverlo en menos pasos que el promedio y optimizar el programa para que sea más rápido que el promedio; Estas son a veces metas diametrales y no necesitan completarse dentro del mismo programa. Otros acertijos son completamente opcionales y requieren técnicas más avanzadas para resolverlos.

## Recepción
El juego recibió críticas generalmente positivas. Destructoid llamó al juego "trabajo... pero trabajo agradable" y afirmó que si bien "podría haber algunas fallas difíciles de dejar pasar", en general "la experiencia es divertida". Harry Slater de Pocket Gamer resumió el juego como "una brillante mezcla de codificación, humor y desconcierto", calificándolo con 4.5 / 5 estrellas.